# Ansiea buettikeri
Ansiea buettikeri là một loài nhện trong họ Thomisidae.
Loài này thuộc chi Ansiea. Ansiea buettikeri được miêu tả năm 1989 bởi Dippenaar-Schoeman.